# یوهان کونو

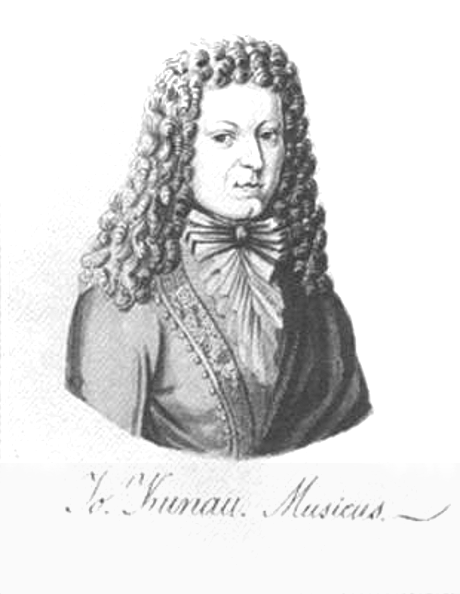
یوهان کونو

یوهان کونو (زادهٔ ۱۶۶۰ - درگذشتهٔ ۱۷۲۲)، نوازندهٔ ارگ و آهنگساز آلمانی. او با خلق سوناتهای توراتی از بنیانگذاران موسیقی توصیفی محسوب می‌شود.